# Бірні Бессе
Бірні Бессе (бл. д/н — 1536) — 1-й мбанга (султан) Багірмі в 1522—1536 роках. Заснував династію Кенга. Відомий також як Дала Бірні I.

## Життєпис
Про попередників та батьків обмаль відомостей. Посів трон 1522 року, взявши ім'я Дала Бірні. Вважається, що перетворив союзі племен багірмі у повноцінну державу, беручи за приклад імперію Борну. Переніс столицю до міста Масенья.
На його час припадає численні військові кампанії та розширення держави. Спочатку відбив напади арабських племен на півночі та північному сході, зрештою змусивши ті платити данину кіньми. На півдні виступив проти племен н'дам, які визнали зверхність Багірмі.
За цим завдав тяжкої поразки султанату Яо, що вдерся до меж держави. Наступним кроком стало підкорення протодержави Мадше, де було захоплено велику здобич у вигляді рабів. Також вдалося завдати поразки племенам південних фульбе, що стали сплачувати данинну великою рогатою худобою.
Помер 1536 року. Йому спадкував Лубатко.